# Bianca Andreescuová
Bianca Vanessa Andreescuová, nepřechýleně Andreescu, (* 16. června 2000 Mississauga) je kanadská profesionální tenistka rumunského původu. Titulem z US Open 2019 se stala prvním kanadským vítězem grandslamové dvouhry a první teenagerkou od Marie Šarapovové z roku 2006, jíž se podařilo ovládnout grandslam. Na Canada Masters 2019 triumfovala jako první Kanaďan po padesáti letech.
Ve své dosavadní kariéře na okruhu WTA Tour vyhrála tři singlové turnaje, když první z nich ovládla na kalifornském Indian Wells Masters 2019. V rámci okruhu ITF získala pět titulů ve dvouhře a tři ve čtyřhře. Jednu singlovou trofej přidala v sérii WTA 125K.
Na žebříčku WTA byla ve dvouhře nejvýše klasifikována v říjnu 2019 na 4. místě a ve čtyřhře pak v červenci 2018 na 147. místě. Na juniorském kombinovaném žebříčku ITF figurovala nejvýše na 3. místě během února 2016. Trénuje ji Kanaďan Sylvain Bruneau.
V juniorské kategorii zvítězila spolu s Američankou Carson Branstineovou ve čtyřhře Australian Open 2017 a French Open 2017.
V kanadském fedcupovém týmu debutovala v roce 2017 v utkání základního bloku 1. skupiny americké zóny proti týmu Venezuely, v němž vyhrála dvouhru i čtyřhru. Kanaďanky zvítězily 2:1 na zápasy. Do roku listopadu 2024 v soutěži nastoupila k deseti mezistátním utkáním s bilancí 8–4 ve dvouhře a 3–0 ve čtyřhře.

## Soukromý život
Narodila se roku 2000 v kanadském městě Mississauga, součásti aglomerace Velkého Toronta, do rodiny rumunských imigrantů. Otec, profesí inženýr, nastoupil v Kanadě do zaměstnání krátce po dokončení studií na Transylvánské univerzitě v Brašově. Matka, která absolvovala Univerzitu v Craiově, začala pracovat na pozici chief compliance officer v torontské společnosti Global Maxfin Investments.
Tenis začala hrát v sedmi letech v Pitești, pod vedením Gabriela Hristache, kdy se rodina vrátila zpět do Rumunska. O několik let později přesídlila znovu do Kanady. Mladá hráčka trénovala v tenisovém oddílu Ontario Racquet Club v Mississauze. V jedenácti letech byla přijata do Národního tréninkového programu v Torontu, organizovaného tenisovým svazem Tennis Canada.
Na Rogers Cupu 2016 ji podpořila v přechodu k profesionálkám Simona Halepová a poskytla rady.
Bydlí v Torontu. Střední jméno Vanessa získala po herečce a zpěvačce Vanesse Williamsové. V důsledku časové zaneprázdněnosti tenisem dokončila středoškolské vzdělání na torontské Bill Crothers Secondary School dálkově prostřednictvím internetu. Přezdívána je jako „Bibi“. Plynně hovoří rumunsky a anglicky. Její výchovu v Kanadě vedly rumunské babičky.

## Tenisová kariéra
V juniorském tenisu ovládla Orange Bowl 2014 v kategorii 16letých po finálové výhře nad Dominique Schaeferovou jako čtvrtá Kanaďanka v řadě. O rok později přidala na témže turnaji titul mezi 18letými. Po Mary Joe Fernandezové a Chris Evertové se stala třetí juniorkou, která dokázala vyhrát dvakrát za sebou v různých věkových kategoriích. Semifinále juniorské dvouhry si zahrála na Australian Open 2017 a ve čtyřhře triumfovala s Američankou Carson Branstineovou. Červnová juniorka French Open 2017 znamenala další deblovou trofej s Branstineovou a čtvrtfinálovou účast ve dvouhře.

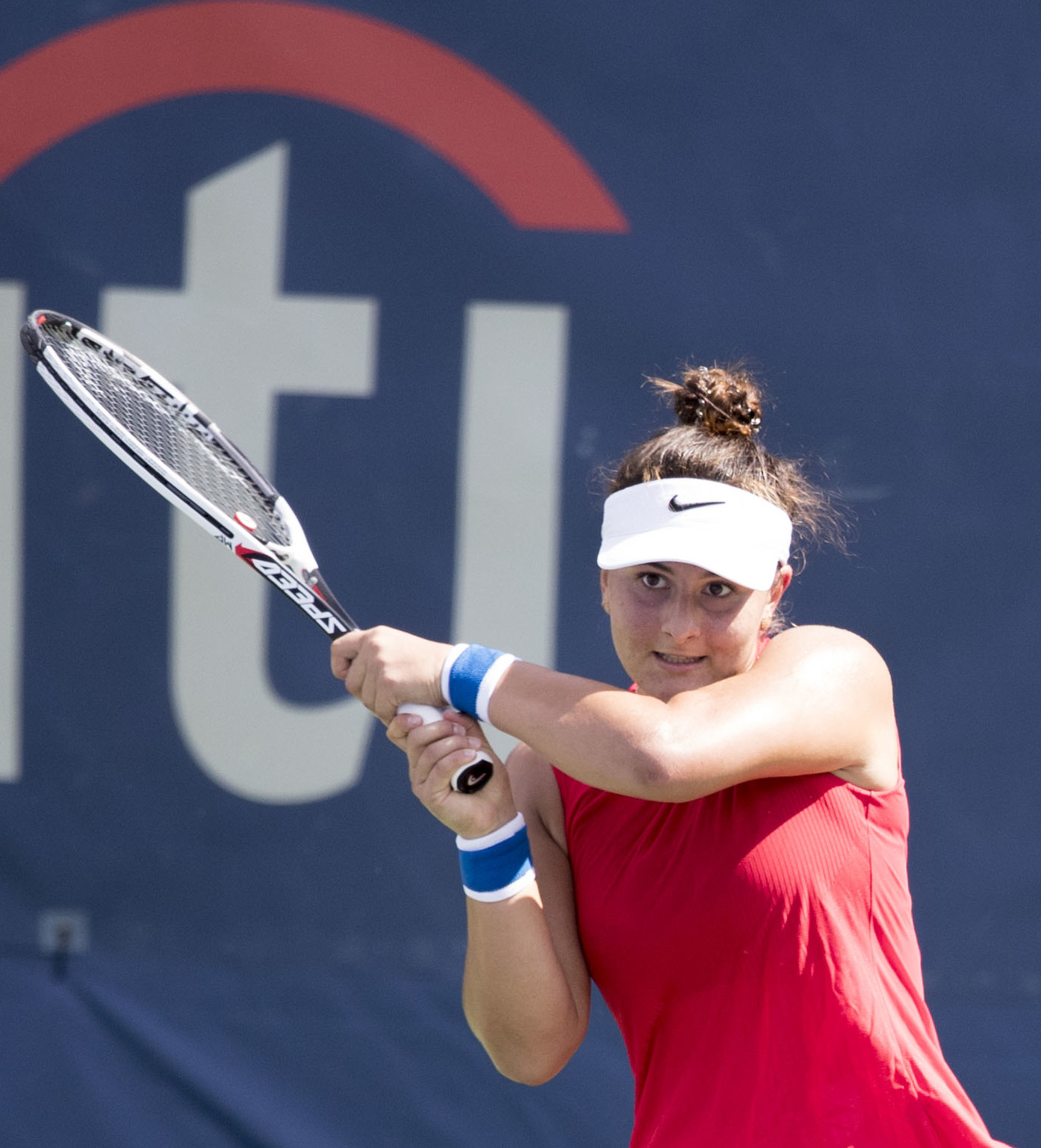
Na srpnovém Citi Open 2017 ve Washingtonu, D.C. si zahrála, vyjma grandslamu, první hlavní soutěž v rámci okruhu WTA Tour

V rámci událostí okruhu ITF debutovala v červenci 2015, když na turnaj v kanadském Gatineau s dotací 25 tisíc dolarů obdržela divokou kartu. Ve dvouhře prošla až do finále, když na její raketě postupně dohrály 429. žena klasifikace Elizabeth Halbauerová, 288. hráčka světa Barbora Štefková, 206. v pořadí Šúko Aojamová a 275. singlistka žebříčku Victoria Rodríguezová. V boji o titul ji zdolala 155. žena klasifikace Alexa Glatchová ze Spojených států. Navazující týden získala další divokou kartu do kvalifikace Rogers Cupu 2015, kde se vůbec poprvé objevila na túře WTA. V úvodní fázi podlehla Bělorusce Olze Govorcovové.
Na okruhu WTA Tour debutovala ve Wimbledonu 2017. Vyjma grandslamu pak odehrála první hlavní soutěž na srpnovém Citi Open 2017 ve Washingtonu, D.C., kam obdržela divokou kartu. Premiérového vítězného zápasu dosáhla nad Italkou Camilou Giorgiovou. Ve druhé fázi vyřadila třináctou hráčku žebříčku Kristinu Mladenovicovou, čímž se stala první tenistkou narozenou v roce 2000 a později, která porazila členku elitní světové dvacítky. Ve čtvrtfinále dohrála na raketě Němky Andrey Petkovicové po třísetovém průběhu.
Debut v hlavní soutěži nejvyšší grandslamové kategorie přišel v ženském singlu Wimbledonu 2017 po zvládnuté tříkolové kvalifikaci, v níž na její raketě postupně dohrály Kayla Dayová, Akiko Omaeová a Viktória Kužmová. V úvodním kole dvouhry však nenašla recept na další Slovenku Kristínu Kučovou.

### 2019: Vítězka US Open a členka první světové pětky
Sezónu otevřela debutovým startem na aucklandském ASB Classic jako 152. hráčka žebříčku, kde postoupila z kvalifikace. Na její raketě postupně dohrály Němka Laura Siegemundová, nejvýše nasazená a členka první světové desítky Caroline Wozniacká, turnajová šestka Venus Williamsová a třetí nasazená Sie Šu-wej. Až ve finále nestačila na obhájkyni trofeje Julii Görgesovou, přestože získala úvodní sadu. Druhý grandslamový start v hlavní soutěži přišel na Australian Open, kde jí v kvalifikačním kole skrečovala Tereza Smitková. Premiérové grandslamové výhry dosáhla nad Američankou Whitney Osuigweovou, startující na divokou kartu, aby ji ve druhém kole vyřadila lotyšská turnajová třináctka Anastasija Sevastovová.
Z Austrálie odletěla do Spojených států. Debutovou trofej v sérii WTA 125K pak vybojovala na nově zařazeném Oracle Challenger Series, konaném v závěru ledna v Newport Beach. Po finálovém vítězství nad Jessicou Pegulaovou učinila průlom do elitní světové stovky žebříčku WTA, když se v jeho vydání z 28. ledna 2019 posunula ze 106. na 68. místo. Přeskočila i Bouchardovou a poprvé se stala kanadskou jedničkou. Do semifinále prošla na únorovém Abierto Mexicano Telcel v Acapulku, kde ji stopku vystavila Američanka Sofia Keninová. Po skončení soutěže se posunula na nové kariérní maximum, 60. místo světové klasifikace.
Průlom v kariéře přišel na březnovém BNP Paribas Open v Indian Wells, turnaji z kategorie Premier Mandatory. V úvodním klání zdolala ve třech sadách Rumunku Irinu-Camelii Beguovou, poté vyřadila dvacátou druhou nasazenou Dominiku Cibulkovou, kvalifikantku Stefanie Vögeleovou a turnajovou osmnáctku Wang Čchiang. Ve čtvrtfinále přehrála Garbiñe Muguruzaovou a ani mezi poslední čtveřicí ji nezastavila světová šestka Elina Svitolinová. Ve finálovém duelu zdolala, přes křeče ve třetím setu, německou turnajovou osmičku Angelique Kerberovou a na okruhu WTA Tour si připsala premiérové turnajové vítězství. Z pozice šedesáté hráčky světa se v Indian Wells stala první šampionkou startující na divokou kartu a v osmnácti letech také nejmladší vítězkou od triumfu Sereny Williamsové v roce 1999. Bodový zisk ji katapultoval na 24. příčku žebříčku.
Na navazujícím Miami Open jí los do úvodního kola přisoudil opět Beguovou, jíž znovu porazila, tentokrát ovšem až po odvrácení mečbolu. Ve druhé fázi oplatila acapulskou porážku Keninové a v rozmezí několika dnů následně opět vyřadila světovou čtyřku Kerberovou. Po ztrátě první sady v osmifinále proti turnajové jedenadvacítce Anett Kontaveitové, utkání v úvodu druhého setu skrečovala pro poranění pravého ramene. Skončila tak její 10zápasová neporazitelnost.
V důsledku zranění ramene byla nucena vynechat většinu antukové sezóny. Vrátila se červnovým grandslamem French Open, kde startovala jako dvacátá druhá nasazená. Po vítězství v třísetové bitvě nad Marií Bouzkovou odstoupila před druhým kolem s Keninovou. Pro nedoléčené zranění pak nehrála ani na travnatých turnajích.

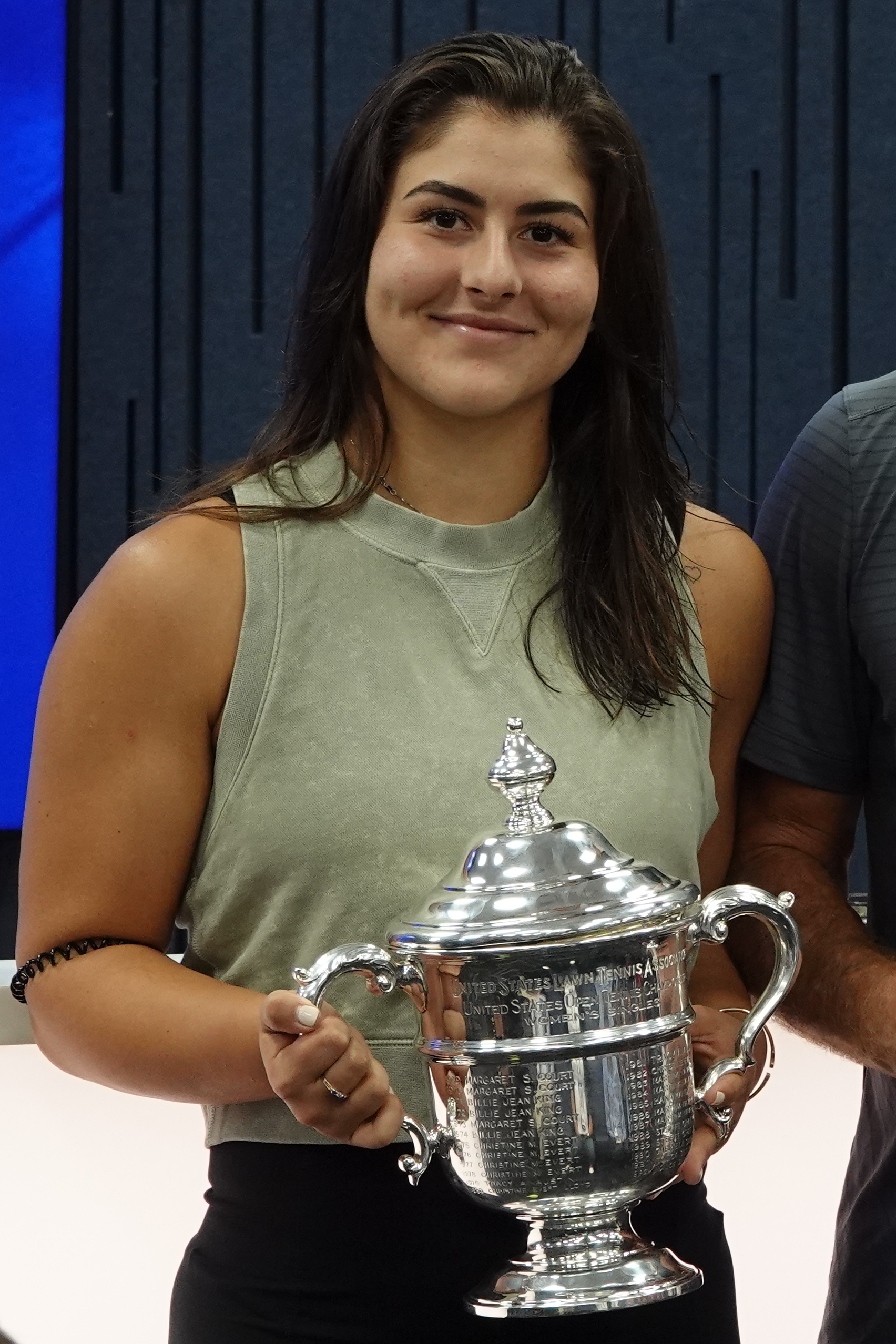
S trofejí pro vítězku US Open 2019

Na torontském Rogers Cupu, turnaji z kategorie Premier 5, postoupila do finále po výhrách nad světovou pětkou Kiki Bertensovou, třetí hráčkou žebříčku Karolínou Plíškovou a Američankou Sofií Keninovou. V závěrečném utkání po čtyřech gemech skrečovala světová desítka Serena Williamsová pro bolest zad. Druhým singlovým titulem se na Canada Masters stala první kanadskou šampionkou od Faye Urbanové a roku 1969. Zápasová bilance výher a proher od ledna 2019 činila 38–4. Bodový zisk ji posunul na nové kariérní maximum, 14. místo žebříčku. Do sezóny přitom vstoupila jako hráčka z poloviny druhé světové stovky a více než čtvrt roku byla nucena vynechat.
Na US Open přijížděla v roli světové patnáctky. Na cestě do finále na její raketě postupně dohrály Katie Volynetsová, Kirsten Flipkensová, Caroline Wozniacká, Taylor Townsendová, Elise Mertensová a Belinda Bencicová. V rozhodujícím duelu o titul pak přehrála americkou světovou osmičku Serenu Williamsovou po dvousetovém průběhu, čímž navýšila sezónní poměr výher proti členkám elitní desítky na 8–0. Stala se tak prvním kanadským vítězem ve dvouhře grandslamu, a to již při čtvrté účasti na turnajích velké čtyřky, čímž vyrovnala rekord Moniky Selešové z French Open 1990 (v roce 2021 překonaný Raducanovou). Jako první v historii zvítězila ve Flushing Meadows při debutu v hlavní soutěži. V 19 letech byla prvním tenistou narozeným v roce 2000 či později, jenž triumfoval v grandslamové dvouhře (muži stále čekali na vítěze narozeného po roce 1990), nejmladším šampionem grandslamu od titulu Světlany Kuzněcovové na US Open 2004 a prvním teenagerem s trofejí ze singlu majoru od Marie Šarapovové na US Open 2006. Premiérově pronikla do elitní světové desítky žebříčku WTA, na 5. místo.
Sérii vítězství prodloužila třemi výhrami na pekingském China Open na šestnáct utkání, ve čtvrtfinále ale neudržela proti Japonce Naomi Ósakaové náskok setu a zaznamenala tak první prohru v dokončeném zápase od začátku března. Jednalo se i o její první porážku s hráčkou z první desítky hodnocení. Dostatečný bodový zisk jí zajistil premiérovou účast na Turnaji mistryň poprvé konaného v Šen-čenu. Jako turnajová a světová čtyřka v prvním duelu nevyužila na podání mečbol proti Simoně Halepové a po ztrátě prvního setu s Karolínou Plíškovou zápas skrečovala pro poranění levého kolena. Přestože jí pravidla umožňovala dohrát skupinu zápasem se Svitolinovou, kvůli zranění z turnaje odstoupila.

### 2020: Pokračující zranění a koronavirová pauza
Pro přetrvávající zranění kolena z Turnaje mistryň 2019 vynechala první měsíce sezóny včetně účasti na Australian Open. Ani na Indian Wells Masters nebyla připravená obhajovat trofej. Březnový turnaj byl následně zrušen pro pandemii koronaviru a profesionální sezóna přerušena až do začátku srpna. V polovině téhož měsíce se jako obhájkyně trofeje odhlásila z US Open pro dlouhodobý výpadek, kvůli němuž se nebyla schopná dostat do zápasového rytmu a vrátit na obvyklou herní úroveň. Odhlášením ze závěrečného grandslamu roku French Open zároveň ukončila sezónu, ve které nenastoupila k žádnému soutěžnímu utkání. Díky změně systému žebříčku WTA, kdy od března nebyly odečítány žádné bodové zisky z předchozího roku, však zakončila sezónu na 7. místě.

### 2021: Návrat na dvorce a další zranění

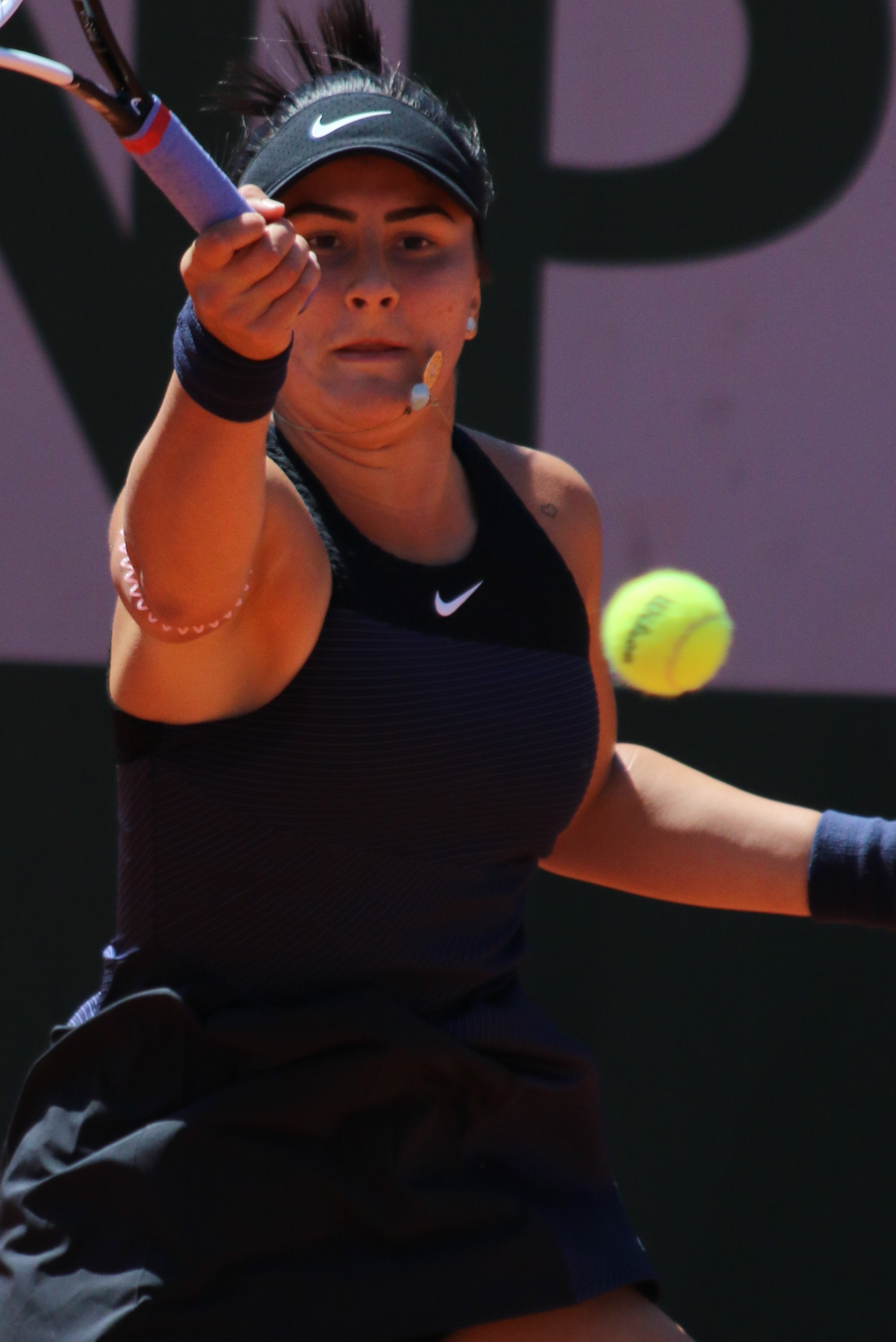
Andrescuová naFrench Open

Na kurty se vrátila po odhlášení z Grampians Trophy až grandslamovým Australian Open. Svůj první soutěžní zápas po více než 15 měsících zvládla, když porazila Rumunku Mihaelu Buzărnescuovou. Ve druhém ji zastavila úřadující světová jednička ze čtyřhry Sie Šu-wej, na níž uhrála jenom pět her. Po brzkém vyřazení z grandslamu přijala divokou kartu do Phillip Island Trophy, taktéž konaného v Melbourne Parku. Po třísetových výhrách nad Brengleovou a Beguovou a skreči Dijasoou postoupila do semifinále, kde nevyužila mečboly proti Marii Bouzkové. Pro zranění nohy se pak odhlásila z podniků v Adelaide, Dauhá a Dubaji.
Znovu se představila až na Miami Open v roli osmé nasazené. Na její raketě postupně dohrály kvalifikantka z druhé světové stovky Tereza Martincová, osmadvacátá nasazená Amanda Anisimovová, světová třináctka Garbiñe Muguruzaová a nenasazená Sara Sorribesová Tormová. V semifinále pak v noční bitvě přehrála Řekyni Marii Sakkariovou až v tiebreaku rozhodující třetí sady, přestože soupeřka podávala v závěru třetí sady na postup. Finálovou soupeřkou byla světová jednička Ashleigh Bartyová. V průběhu zápasu si však Kanaďanka podvrtla kotník za stavu 3–6, 0–4 byla donucena zápas skrečovat.
Do Mutua Madrid Open nenastoupila pro pozitivní test covid-19. Kvůli protipandemickým pravidlům italské vlády musela vynechat i navazující Rome Masters a Emilia-Romagna Open. Jejím jediným přípravným turnajem se tak stal pouze podnik ve Štrasburku. V prvních dvou kolech přehrála 279., respektive 259. hráčky světa Lázarovou Garcíaovou a Zanevskou. Jednalo se o její vůbec první výhry v hlavní soutěži antukové turnaje pořádaného na okruhu WTA. Před čtvrtfinálovým duelem z turnaje odstoupila. V prvním kole French Open ji vyřadila pozdější semifinalistka Tamara Zidanšeková poměrem 7–9 ve třetím setu, přestože ve třetím setu podávala na vítězství a k postupu jí chyběly dva body.
Travnatý berlínský turnaj přinesl porážku ve druhém kole od Alizé Cornetové. Ve stejné fázi pak skončila v Eastbourne po porážce od Anett Kontaveitové. Wimbledon pak znamenal další prohru v prvním kole majoru, když po dvou týdne opět podlehla Cornetové, když tentokrát uhrála jen tři hry. Následně oznámila, že se nezúčastní olympijského turnaje.

## Finále na Grand Slamu

### Ženská dvouhra: 1 (1–0)
| Stav    | rok  | turnaj  | povrch | soupeřka ve finále | výsledek |
| ------- | ---- | ------- | ------ | ------------------ | -------- |
| Vítězka | 2019 | US Open | tvrdý  | Serena Williamsová | 6–3, 7–5 |

### Smíšená čtyřhra: 1 (0–1)
| Stav       | rok  | turnaj      | povrch | spoluhráč     | soupeři ve finále    | výsledek         |
| ---------- | ---- | ----------- | ------ | ------------- | -------------------- | ---------------- |
| Finalistka | 2023 | French Open | antuka | Michael Venus | Miju Katová Tim Pütz | 6–4, 4–6, [6–10] |

## Finále na okruhu WTA Tour
| Legenda                                          |
| ------------------------------------------------ |
| D – dvouhra; Č – čtyřhra                         |
| Grand Slam (1–0 D)                               |
| Turnaj mistryň (0)                               |
| Premier Mandatory & Premier 5 / WTA 1000 (2–1 D) |
| Premier / WTA 500 (0)                            |
| International / WTA 250 (0–3 D, 0–1 Č)           |

### Dvouhra: 7 (3–4)
| Stav       | č. | datum           | turnaj                           | povrch | soupeřka ve finále   | výsledek           |
| ---------- | -- | --------------- | -------------------------------- | ------ | -------------------- | ------------------ |
| Finalistka | 1. | 6. ledna 2019   | Auckland, Nový Zéland            | tvrdý  | Julia Görgesová      | 6–2, 5–7, 1–6      |
| Vítězka    | 1. | 17. března 2019 | Indian Wells, Spojené státy      | tvrdý  | Angelique Kerberová  | 6–4, 3–6, 6–4      |
| Vítězka    | 2. | 11. srpna 2019  | Toronto, Kanada                  | tvrdý  | Serena Williamsová   | 3–1skreč           |
| Vítězka    | 3. | 7. září 2019    | US Open, New York, Spojené státy | tvrdý  | Serena Williamsová   | 6–3, 7–5           |
| Finalistka | 2. | 3. dubna 2021   | Miami, Spojené státy             | tvrdý  | Ashleigh Bartyová    | 3–6, 0–4skreč      |
| Finalistka | 3. | 25. června 2022 | Bad Homburg, Německo             | tráva  | Caroline Garciaová   | 7–6(7–5), 4–6, 4–6 |
| Finalistka | 4. | 16. června 2024 | 's-Hertogenbosch, Nizozemsko     | tráva  | Ljudmila Samsonovová | 6–4, 3–6, 5–7      |

### Čtyřhra: 1 (0–1)
| Stav       | č. | datum         | turnaj         | povrch      | spoluhráčka         | soupeřky ve finále               | výsledek |
| ---------- | -- | ------------- | -------------- | ----------- | ------------------- | -------------------------------- | -------- |
| Finalistka | 1. | 17. září 2017 | Québec, Kanada | koberec (h) | Carson Branstineová | Tímea Babosová Andrea Hlaváčková | 3–6, 1–6 |

## Finále série WTA 125
| Legenda                  |
| ------------------------ |
| D – dvouhra; Č – čtyřhra |
| WTA 125 (1–0 D)          |

### Dvouhra: 1 (1–0)
| Stav    | č. | datum          | turnaj                       | povrch | soupeřka ve finále | výsledek      |
| ------- | -- | -------------- | ---------------------------- | ------ | ------------------ | ------------- |
| Vítězka | 1. | 27. ledna 2019 | Newport Beach, Spojené státy | tvrdý  | Jessica Pegulaová  | 0–6, 6–4, 6–2 |

## Finále na okruhu ITF
| Dotace turnajů okruhu ITF | Dotace turnajů okruhu ITF |
| ------------------------- | ------------------------- |
| 100 000 $ tournaments     | 80 000 $ tournaments      |
| 75 000 $ tournaments      | 60 000 $ tournaments      |
| 50 000 $ tournaments      | 25 000 $ tournaments      |
| 15 000 $ tournaments      | 10 000 $ tournaments      |

### Dvouhra: 9 (5–4)
| Stav       | č. | datum              | turnaj                           | povrch    | soupeřka ve finále            | výsledek                  |
| ---------- | -- | ------------------ | -------------------------------- | --------- | ----------------------------- | ------------------------- |
| Finalistka | 1. | 2. srpna 2015      | Gatineau, Kanada                 | tvrdý     | Alexa Glatchová               | 4–6, 3–6                  |
| Vítězka    | 1. | 14. srpna 2016     | Gatineau, Kanada                 | tvrdý     | Elizabeth Halbauerová         | 6–2, 7–5                  |
| Finalistka | 2. | 23. října 2016     | Saguenay, Kanada                 | tvrdý (h) | CiCi Bellisová                | 4–6, 2–6                  |
| Vítězka    | 2. | 26. února 2017     | Rancho Santa Fe, Spojené státy   | tvrdý     | Kayla Dayová                  | 6–4, 6–1                  |
| Vítězka    | 3. | 2. dubna 2017      | Santa Margherita di Pula, Itálie | antuka    | Bernarda Peraová              | 6–7(8–10), 6–2, 7–6(10–8) |
| Finalistka | 3. | 1. dubna 2018      | Kōfu, Japonsko                   | tvrdý     | Luksika Kumkhumová            | 3–6, 3–6                  |
| Finalistka | 4. | 8. dubna 2018      | Kašiwa, Japonsko                 | tvrdý     | Luksika Kumkhumová            | 3–6, 6–7(4–7)             |
| Vítězka    | 4. | 24. října 2018     | Florence, Spojené státy          | tvrdý     | Mari Ósakaová                 | 6–4, 2–6, 6–3             |
| Vítězka    | 5. | 28. listopadu 2018 | Norman, Spojené státy            | tvrdý     | María Camila Osorio Serranová | 6–1, 6–0                  |

### Čtyřhra: 4 (3–1)
| Stav       | č. | datum             | turnaj           | povrch    | spoluhráčka                     | soupeřky ve finále                       | výsledek              |
| ---------- | -- | ----------------- | ---------------- | --------- | ------------------------------- | ---------------------------------------- | --------------------- |
| Vítězka    | 1. | 14. srpna 2016    | Gatineau, Kanada | tvrdý     | Charlotte Robillard-Milletteová | Mana Ajukawová Samantha Murrayová        | 4–6, 6–4, [10–6]      |
| Finalistka | 1. | 22. října 2016    | Saguenay, Kanada | tvrdý (h) | Charlotte Robillard-Milletteová | Elena Bogdanová Mihaela Buzărnescuová    | 4–6, 7–6(7–4), [6–10] |
| Vítězka    | 2. | 29. října 2017    | Saguenay, Kanada | tvrdý (h) | Carol Zhaová                    | Francesca Di Lorenzová Erin Routliffeová | bez boje              |
| Vítězka    | 3. | 22- července 2018 | Gatineau, Kanada | tvrdý     | Carson Branstineová             | Hsu Chieh-yu Marcela Zacaríasová         | 4–6, 6–2, [10–4]      |

## Finále na juniorce Grand Slamu

### Čtyřhra juniorek: 2 (1–0)
| Stav    | rok  | turnaj          | povrch | spoluhráčka         | soupeřky ve finále                      | výsledek      |
| ------- | ---- | --------------- | ------ | ------------------- | --------------------------------------- | ------------- |
| Vítězka | 2017 | Australian Open | tvrdý  | Carson Branstineová | Maja Chwalińská Iga Świąteková          | 6–1, 7–6(7–4) |
| Vítězka | 2017 | French Open     | antuka | Carson Branstineová | Olesja Pervušinová Anastasja Potapovová | 6–1, 6–3      |

## Chronologie výsledků na Grand Slamu

### Dvouhra
| Turnaj          | 2017    | 2018 | 2019    | 2020 | 2021    | 2022    | 2023    | 2024    | 2025 | SR     | V–P   |
| --------------- | ------- | ---- | ------- | ---- | ------- | ------- | ------- | ------- | ---- | ------ | ----- |
| Australian Open | A       | 1Q   | 2. kolo | A    | 2. kolo | A       | 2. kolo | A       | A    | 0 / 3  | 3–3   |
| French Open     | 1Q      | 3Q   | 2. kolo | A    | 1. kolo | 2. kolo | 3. kolo | 3. kolo | 2Q   | 0 / 5  | 6–4   |
| Wimbledon       | 1. kolo | 3Q   | A       | NH   | 1. kolo | 2. kolo | 3. kolo | 3. kolo |      | 0 / 5  | 5–5   |
| US Open         | 1Q      | 1Q   | Vítěz   | A    | 4. kolo | 3. kolo | A       | 1. kolo |      | 1 / 4  | 12–3  |
| výhry–prohry    | 0–1     | 0–0  | 9–1     | 0–0  | 4–4     | 4–3     | 5–3     | 4–3     | 0–0  | 1 / 17 | 26–15 |

Vysvětlivky
1. ↑  Odstoupení před 2. kolem French Open 2019 nebylo započítáno jako porážka.

| Legenda | Legenda                                   | Legenda | Legenda                     |
| ------- | ----------------------------------------- | ------- | --------------------------- |
| SR      | poměr vyhraných turnajů ku všem odehraným | W–L V–P | výhry–prohry                |
| NH      | daný rok se turnaj nekonal                | A       | turnaje se hráč nezúčastnil |
| 1Q / LQ | prohra v (kole) kvalifikace               | 1k / 1R | prohra v daném kole turnaje |
| QF / ČF | prohra ve čtvrtfinále                     | SF      | prohra v semifinále         |
| F       | prohra ve finále                          | Vítěz   | vítězství v turnaji         |

## Rekordy
| Turnaj  | rok dosažení | popis rekordu                                              | sdílení          | zdroj  |
| ------- | ------------ | ---------------------------------------------------------- | ---------------- | ------ |
| US Open | 2019         | vítěz dvouhry při první účasti v hlavní soutěži (open éra) | Emma Raducanuová | [ 54 ] |

## Ceny
- 2017 – Fed Cup Heart Award[55]
- 2017 – kanadská tenistka roku[56]
- 2019 – WTA - nováček roku[57]
- 2019 – Cena Loua Marshe (Sportovec roku Kanady)[58]
- 2019 – Cena Bobbie Rosenfeldové (Sportovkyně roku Kanady)[59]